# О’Доннелл (клан)

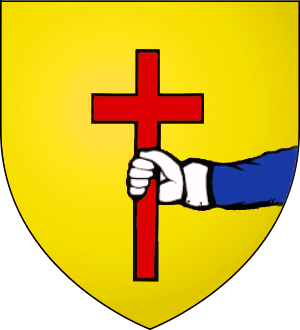
Герб вождей клана О’Доннелл (O’Donnell

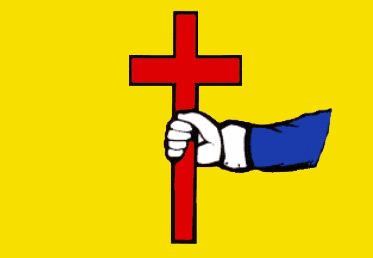
Флаг клана О’Доннелл.

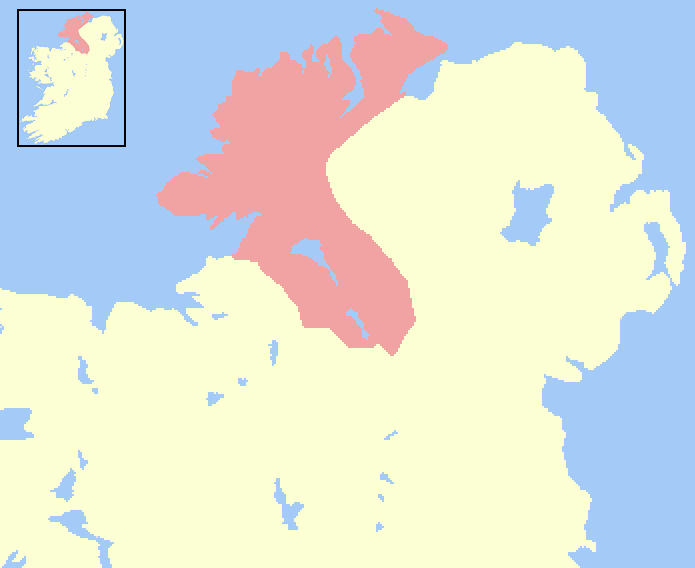
Территория клана О’Доннелл в Северной Ирландии

О’Доннелл (ирл. Clan O'Donnell, Ó Dónaill, Ó Domhnaill) — древний ирландский клан, одноименная королевская династия, правившая на севере Ирландии в королевстве Тирконнелл (Тир Конайлл, ирл. Tyrconnell, Tír Chonaill) — теперь это графство Донегол (ирл. Donegal). К этой династии принадлежали известные лорды, графы и аристократы. Клан О’Доннелл был союзником, а иногда и врагом клана (а затем ряда родственных кланов) О’Нейлл. Ирландское имя Домналл означало «Мир правителя». Представители клана О’Доннелл занимали престол в королевстве Тирконнелл более тысячелетия (464—1607).

## Роль в истории
К клану О’Доннелл (О’Донел) принадлежали: короли Тары, верховные короли Ирландии, короли Тирконнелла (Тир Конайлл), протекторы королевства Дал Риада (Северо-восточная Ирландия), короли Шотландии, короли королевства Лех Куйнн, принцы Дурласс, лорды Коннахта, принцы и графы Тирконнеллы, герцоги Тетуанские, маркизы Альтамира, барона Фингал, Донегол и Лиффорд.
Нынешний вождь клана: отец Хью Амбросий О’Донел
Наследник титула вождя клана: 7-й герцог де Тетуан.
Нынешний вождь клана занял эту должность после пышной церемонии согласно древнему ирландскому закону Танистри (ирл. Tanistry), что является частью древнего ирландского законодательства Брегон (ирл. Brehon).

## Происхождение
Клан О’Доннелл находится в родстве с кланом О’Нейлл и происходит от общего предка с ним — верховного короля Ирландии Ниалла Девять Заложников (годы правления 368—395). Клан О’Нейлл и его линия Кенел-Эогайн (ирл. Cenél nEógain) ведут свою родословную от первого короля Айлеха Эогана мак Нейлла (ирл. Eógan mac Néill). Клан О’Доннелл, родственный с другой ветвью О’Нейллов — Кенел Конайлл (ирл. Cenél Conaill), ведет свою родословную от Коналла Гулбана (ирл. Conall Gulban) (ум. 464) — другого сына короля Ниалла. Согласно историческим преданиям Коналл Гулбан был крещен Святым Патриком.

## Герб и девиз клана
Происхождение герба и лозунга клана О’Доннелл связывают еще с временами раннего христианства и времен Римской империи. Римский император Константин Великий в свое время принял христианство после видения перед знаменитой битвой у Мульвийского моста, увидев видение в небе в виде Х-образного креста и слова «Signo Vinces» — «сим победишь». С того времени разные формы креста вошли в состав гербов и символов многих правителей Европы.
Легенда гласит, что Святой Патрик ударил щит Коналла — сына короля Ниалла Девяти Заложников посохом, который назывался Бахалл Иса (ирл. Bachall Isa) — Посох Иисуса, и нарисовал ему на щите знак креста, сказал ему ту же фразу, когда крестил его — «Этим победишь!»
Согласно житию Святого Патрика (глава 138), которое было написано монахом Джоселином из Фернесса по заказу сэра Джона де Курси, Святой Патрик взял свой посох, известный как Бахалл Иса и ударил им в щит короля Коналла, нарисовал крестное знамение на нем и сказал: «Et mox cum baculo suo, qui baculus Jesu dicebatur Crucis signum ejus scuto impressit, asserens neminem de stirpe ejus in bello vincendum qui signum illud.» — «Придет время, и ты с людьми Иисуса с крестным знамением на щите получишь победу, никто из его людей не попадет в плен и не падет, кто получил это знамение свыше.» Таким образом, утверждая, что он и его потомки будут непобедимыми в бою, если будут иметь с собой этот знак. Позже эта же легенда была записана в королевстве Тир Конайл.

## Территория

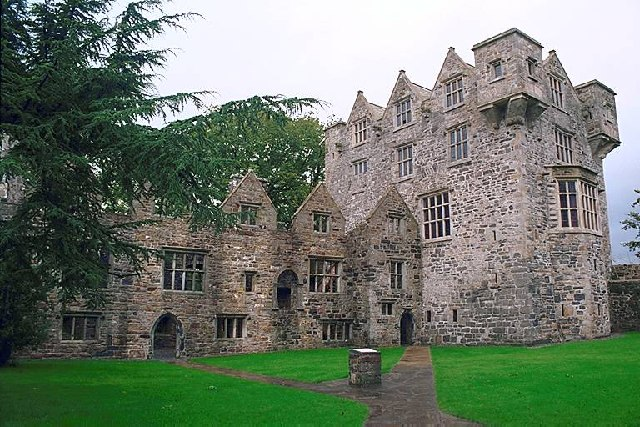
Замок Донегол, резиденция королей Тирконнелла

Клан владел королевством Тир Конайлл (Тирконнелл), названного в честь ветви клана О’Нейлл — Кенел Конайлл. Территория, подвластная клана, охватывала большую часть нынешнего графства Донегол (кроме полуострова Инишоуэн), части графств Слайго, Литрим, Фермана и Дерри (Лондондерри). Жемчужиной в короне клана О’Доннелл был замок Донегол, один из семи замков клана, который в настоящее время является национальным памятником Ирландии, частично восстановлен Управлением общественных работ в Ирландии. Королевство и земли Тир Конайл граничили с владениями клана и королевства Тир Эогайн (Тирон) — владением клана О’Нейлл, ветви Кенел Эогайн. Клан О’Доннелл периодически пытался отстоять свое главенство в королевской династии и в клане О’Нейлл, вёл клановые войны за обладание землями королевств Коннахт и Улад (Ольстер). Королевство Тир Конайлл существовало дольше всего как независимое королевство из всех ирландских королевств и было признано как независимое королевство английским королем Генрихом III Тюдором.

## Тирконнелл
Гоффрайд О’Донайлл (ум. 1257) был первым вождем клана с того времени, как клан О’Доннелл стал считаться отдельным кланом, а не частью клана О’Нейлл. Он был сыном Доналла Мора О’Донайлла (умер в 1241). В 1257 году Гоффрайд О’Донайлл победил в битве под Креднан-Килле (ирл. Creadran-Cille) короля Тирона и будущего верховного короля Ирландии Бриана О’Нейлла (ирл. Brian Ua Néill). После смерти Гоффрайда О’Донайлла вследствие ран, полученных в боях с О’Нейллами, вождем клана стал его брат Доналл Ог (ирл. Dónall Óg) (ум. 1281), который вернулся из Шотландии и начал противостояние с кланом О’Нейлл. Этот король стал известен как «Рыбный король» благодаря своей торговле рыбой с Францией. Он продавал рыбу и покупал вино в Ла-Рошеле.
В начале XIV века вожди клана О’Доннелл предоставили убежище рыцарям из Ордена тамплиеров, которые бежали от преследований из Франции в Шотландию, а оттуда перебрались в королевство Тир Конайлл и графство Слайго. Здесь тамплиеры владели замком Баллимот и поместьем Персиваль.
Вожди клана О’Доннелл — правители королевства Тир Конайлл с конца XII века и в течение последующих столетий помогали кланам Мандонлеви и Макналти, после того как их королевство Улад было завоевано англо-нормандскими баронами.

## Войны кланов и диаспора
Клан О’Доннелл дважды одержал победы в битвах над кланом О’Нейлл в 1522 и 1567 годах, подтвердив свою независимость и силу в Ольстере.
Во время Девятилетней войны в Ирландии (1594—1603) клан О’Доннелл играл ведущую роль, возглавляя борьбу ирландцев за независимость Ирландии от Англии. Во главе клана стоял Хью Роэ О’Доннел (1572—1602), король Тирконнелла (1592—1602). Под его руководством и руководством его союзника Хью О’Нилла (1550—1616), короля Тирона (1593—1607), они одержали ряд побед над английскими войсками. В битве при Кинсейле в 1601 году восставшие ирландцы потерпели полное поражение о английской армии под командованием лорда Маунтжоя. Это поражение стало катастрофой для ирландцев, предвещая конец независимости кельтов, кельтских законов и обычаев в Ирландии и окончательное завоевание Ирландии англичанами. После договора в Меллифонте в 1603 году новый король Англии Яков I Стюарт помиловал Рори О’Доннелла (брата и преемника Хью О’Доннелла) и даровал ему титул графа Тирконелла и титул пэра Ирландии.
В 1607 году последние ирландские короли Хью О’Нилл и Рори О’Доннелл вместе со своими семьями и сторонниками покинули Ирландию. Их владения и титулы были конфискованы английской короной. В 1614 году Ольстер был колонизирован англичанами. Рори О’Доннелл скончался в изгнании в Риме в 1608 году.

## Выдающиеся люди клана О’Доннелл

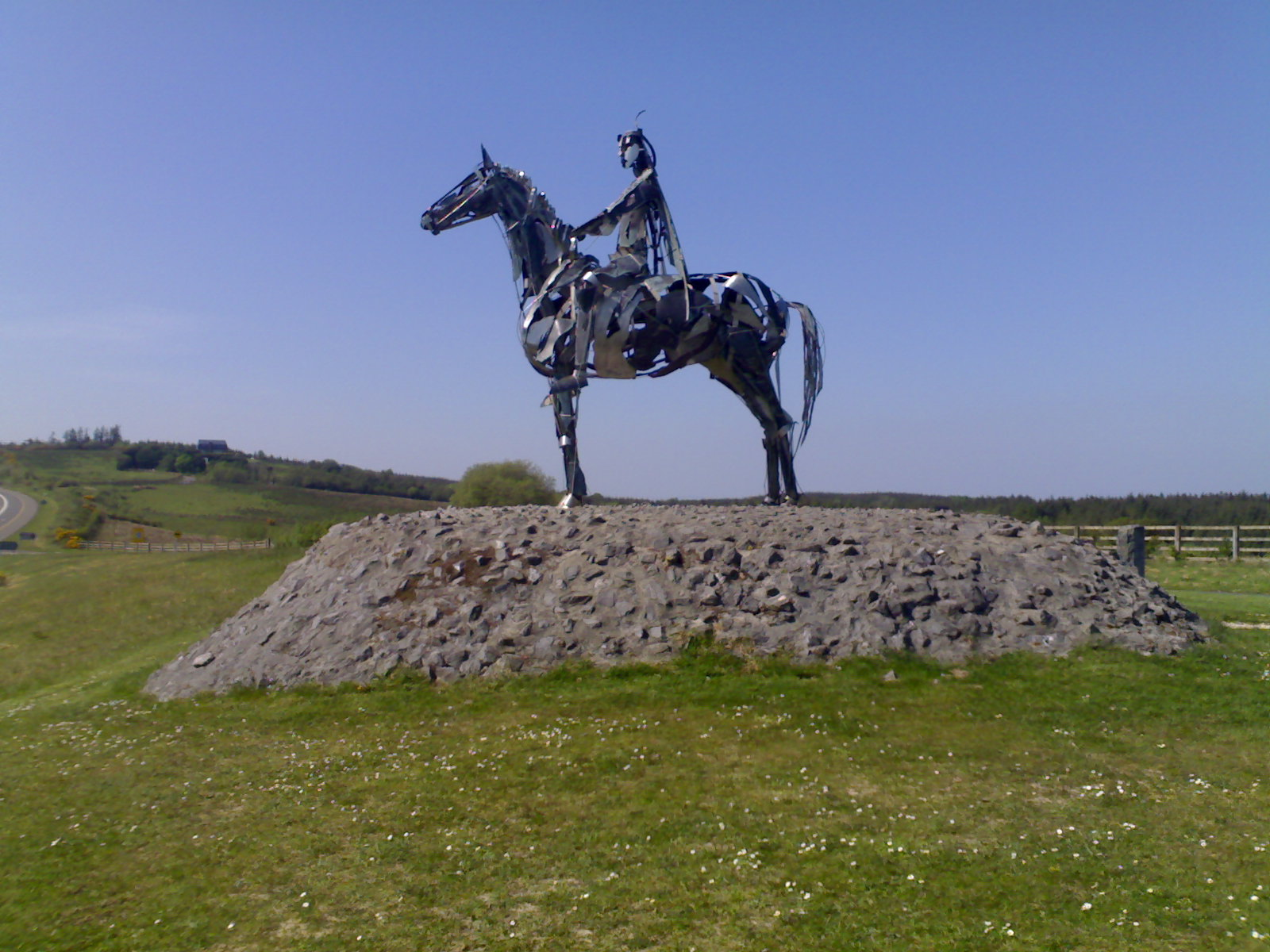
«Ирландский предводитель», современная скульптура Хью Роэ O’Доннела

- Манус О’Доннелл (ирл. Manus o’donnell; 1490—1564) — 21-й вождь клана О’Доннелл, король Тирконнелла (1537—1555)
- Калвах О’Доннелл (ирл. Calvagh o’donnell; ум. 1566) — 22-й вождь клана О’Доннелл, король Тирконнелла (1555—1566)
- Хью О’Доннел (ум. 1600), 23-й глава клана, король Тирконнелла (1566—1592)
- Хью Роэ О’Доннел (ирл. Hugh Roe Ó Donnell; 1572—1601) — 24-й вождь клана О’Доннелл, предпоследний король Тирконнелла (1592—1602), борец за свободу Ирландии.
- Рори О’Доннел (1575—1608), 25-й вождь клана, последний король Тирконнелла (1602—1607), 1-й граф Тирконнелл (1603—1608)
- Хью О’Доннелл (ирл. Hugh o’donnell; 1606—1642) — 2-й граф Тирконнелл (1608—1642)
- Карл О’Доннелл (ирл. Karl o’donnell; 1715—1771) — граф Тирконнелл, генерал австрийской армии и участник Семилетней войны
- Генри О’Доннелл (ирл. Henry o’donnell; 1769—1834) — ирландско-испанский аристократ и генерал
- Морис О’Доннелл Тирконнелл (ирл. Maurice O’Donnell de Tyrconnell; 1780—1843) — ирландско-австрийский аристократ и генерал
- Максимилиан Карл Ламорал О’Доннелл фон Тирконнелл (ирл. Maximilian Karl Lamoral o’donnell von Tyrconnell; 1812—1895) — ирландско-австрийский аристократ
- Жан Луи Бартоломей О’Доннелл (ирл. Jean Louis Barthelemy o’donnell; 1783—1836) — ирландско-французский деятель, сподвижник Наполеона, кавалер ордена Почетного легиона.
- Леопольдо О’Доннелл (ирл.  Leopoldo o’donnell; 1809—1867) — 1-й герцог Тетуанский, премьер-министр Испании (1856, 1858—1863, 1865—1866).
- Карлос О’Доннелл (1772—1830) — ирландско-испанский аристократ и генерал.
- Карлос О’Доннелл, 2-й герцог Тетуанский (ирл. Carlos o’donnell; 1834—1903) — 2-й герцог Тетуанский, государственный министр Испании.
- Хуго О’Доннелл (ирл. Hugo o’donnell; род. 1948) — 7-й герцог Тетуанский, испанский историк и мальтийский рыцарь.